# Areniový ion
Arenium, též areniový ion je cyklohexadienylový kationt, který vzniká jako reaktivní meziprodukt při elektrofilní aromatické substituci. Z historických důvodů bývá také nazýván Whelandův meziprodukt nebo sigma komplex či σ komplex. Nejjednodušším takovým iontem je benzeniový ion (C6H7+), což je protonovaný benzen.
Dva atomy vodíku navázané na jeden uhlík se nacházejí v jedné rovině společně s benzenovým jádrem. Arenium na rozdíl od benzenu není aromatická látka; je ovšem poměrně stabilní díky delokalizaci: kladný náboj je delokalizován nad třemi uhlíkovými atomy v pí systému, tak jak je to zobrazeno na následujícím obrázku:
Stabilitu areniových iontů lze zvýšit použitím komplexovaného elektrofilu.
Benzeniový ion může být izolován v podobě stabilní sloučeniny, pokud je benzen protonován karboranovou superkyselinou. Benzeniové soli jsou stabilní při teplotách do 150 °C. Délky vazeb zjištěné pomocí rentgenové krystalografie jsou v souladu s cyklohexadienylovou katinotovou strukturou.
V jedné studii byl methylenareniový ion stabilizován komplexací s kovem:
V této posloupnosti reakcí byl nejprve výchozí R-Pd2+-Br komplex 1 stabilizován přeměnou tetramethylethylendiaminu (TMEDA) přes bis(di-terc-butylfosfino)propan (dppe) na kovový komplex 2. Elektrofilním atakem methyltriflátu vzniká methylenareniový ion 3 s kladným nábojem na pozici para a s methylenovou skupinou 6 ° mimo rovinu benzenového jádra. Dvěma reakcemi, nejprve s vodou a následně s triethylaminem se odhydrolyzuje etherová skupina.